# Imma psithyristis
Imma psithyristis är en fjärilsart som beskrevs av Edward Meyrick 1906. Imma psithyristis ingår i släktet Imma och familjen Immidae. Inga underarter finns listade i Catalogue of Life.